# Demeanivka, Iampil
Demeanivka (în ucraineană Дем'янівка) este un sat în comuna Marciîhîna Buda din raionul Iampil, regiunea Sumî, Ucraina.

## Demografie
Componența lingvistică a localității Demeanivka
     Ucraineană (88,89%)
     Rusă (11,11%)
Conform recensământului din 2001, majoritatea populației localității Demeanivka era vorbitoare de ucraineană (88,89%), existând în minoritate și vorbitori de rusă (11,11%).